# This Is What You Came For
"This Is What You Came For" is een nummer van de Schotse DJ en muziekproducent Calvin Harris samen met de Barbadiaanse zangeres Rihanna. Het nummer kwam uit op 29 april 2016.

## Achtergrondinformatie
Twee weken voor de release, lag Harris het nummer voor bij Rihanna. Tijdens het optreden van Harris op het Coachella-festival deelde hij het nummer met Rihanna en haar manager. Calvin heeft gezegd dat hij nerveus was van tevoren, omdat hij veel veranderingen aan het nummer heeft gebracht waar Rihanna niets van af wist. Het nummer "This Is What You Came For" is de derde samenwerking tussen Harris en Rihanna.
Het nummer werd een commercieel succes en kwam de Billboard Hot 100 binnen op de negende plek, en werd daarmee Rihanna's 29e top 10-hit in de Verenigde Staten en de vierde top-10 hit van Harris. In Engeland kwam "This Is What You Came For" binnen op de tweede plek en behaalde ook de top 10 in Australië, Duitsland, Hongarije, Ierland, Nieuw-Zeeland, Schotland en Zwitserland.
Op 18 juli 2016 werd bekend dat het nummer niet door Nils Sjoberg maar door Taylor Swift geschreven is. Harris en Swift vormden een stel in de tijd dat de hit geschreven werd, maar kozen ervoor een pseudoniem voor Swift te verzinnen om het nummer niet te laten overschaduwen door hun relatie.

## Videoclip
De bijhorende videoclip is geregisseerd door Emil Nava en verscheen op 17 juni 2016 op het YouTube-account van Calvin Harris.

## Tracklijst
| Nr. | Titel                                   | Duur |
| --- | --------------------------------------- | ---- |
| 1.  | This Is What You Came For (met Rihanna) | 3:41 |

| Nr. | Titel                                                | Duur |
| --- | ---------------------------------------------------- | ---- |
| 1.  | This Is What You Came For (extended mix)             | 4:47 |
| 2.  | This Is What You Came For (Dillon Francis remix)     | 3:43 |
| 3.  | This Is What You Came For (R3hab X Henry Fong remix) | 4:18 |
| 4.  | This Is What You Came For (Grandtheft remix)         | 3:00 |

| Nr. | Titel                                                | Duur |
| --- | ---------------------------------------------------- | ---- |
| 1.  | This Is What You Came For (extended mix)             | 4:47 |
| 2.  | This Is What You Came For (Dillon Francis remix)     | 3:43 |
| 3.  | This Is What You Came For (R3hab X Henry Fong remix) | 4:18 |
| 4.  | This Is What You Came For (R3hab remix)              | 2:30 |
| 5.  | This Is What You Came For (Grandtheft remix)         | 3:00 |
| 6.  | This Is What You Came For (Tony Junior remix)        | 3:35 |
| 7.  | This Is What You Came For (Bobby Puma remix)         | 4:44 |

## Hitnoteringen

### Nederlandse Top 40
| Hitnotering: 14-05-2016 t/m 15-10-2016 | Hitnotering: 14-05-2016 t/m 15-10-2016 | Hitnotering: 14-05-2016 t/m 15-10-2016 | Hitnotering: 14-05-2016 t/m 15-10-2016 | Hitnotering: 14-05-2016 t/m 15-10-2016 | Hitnotering: 14-05-2016 t/m 15-10-2016 | Hitnotering: 14-05-2016 t/m 15-10-2016 | Hitnotering: 14-05-2016 t/m 15-10-2016 | Hitnotering: 14-05-2016 t/m 15-10-2016 | Hitnotering: 14-05-2016 t/m 15-10-2016 | Hitnotering: 14-05-2016 t/m 15-10-2016 | Hitnotering: 14-05-2016 t/m 15-10-2016 | Hitnotering: 14-05-2016 t/m 15-10-2016 |
| Week:                                  | 1                                      | 2                                      | 3                                      | 4                                      | 5                                      | 6                                      | 7                                      | 8                                      | 9                                      | 10                                     | 11                                     | 12                                     |
| -------------------------------------- | -------------------------------------- | -------------------------------------- | -------------------------------------- | -------------------------------------- | -------------------------------------- | -------------------------------------- | -------------------------------------- | -------------------------------------- | -------------------------------------- | -------------------------------------- | -------------------------------------- | -------------------------------------- |
| Positie:                               | 12                                     | 4                                      | 3                                      | 3                                      | 3                                      | 3                                      | 4                                      | 4                                      | 4                                      | 4                                      | 5                                      | 5                                      |
| Week:                                  | 13                                     | 14                                     | 15                                     | 16                                     | 17                                     | 18                                     | 19                                     | 20                                     | 21                                     | 22                                     | 23                                     |                                        |
| Positie:                               | 5                                      | 5                                      | 5                                      | 7                                      | 10                                     | 12                                     | 17                                     | 23                                     | 30                                     | 35                                     | 40                                     | uit                                    |

### NederlandseSingle Top 100
| Hitnotering: 07-05-2016 t/m 26-11-2016 | Hitnotering: 07-05-2016 t/m 26-11-2016 | Hitnotering: 07-05-2016 t/m 26-11-2016 | Hitnotering: 07-05-2016 t/m 26-11-2016 | Hitnotering: 07-05-2016 t/m 26-11-2016 | Hitnotering: 07-05-2016 t/m 26-11-2016 | Hitnotering: 07-05-2016 t/m 26-11-2016 | Hitnotering: 07-05-2016 t/m 26-11-2016 | Hitnotering: 07-05-2016 t/m 26-11-2016 | Hitnotering: 07-05-2016 t/m 26-11-2016 | Hitnotering: 07-05-2016 t/m 26-11-2016 | Hitnotering: 07-05-2016 t/m 26-11-2016 | Hitnotering: 07-05-2016 t/m 26-11-2016 | Hitnotering: 07-05-2016 t/m 26-11-2016 | Hitnotering: 07-05-2016 t/m 26-11-2016 | Hitnotering: 07-05-2016 t/m 26-11-2016 | Hitnotering: 07-05-2016 t/m 26-11-2016 |
| Week:                                  | 1                                      | 2                                      | 3                                      | 4                                      | 5                                      | 6                                      | 7                                      | 8                                      | 9                                      | 10                                     | 11                                     | 12                                     | 13                                     | 14                                     | 15                                     | 16                                     |
| -------------------------------------- | -------------------------------------- | -------------------------------------- | -------------------------------------- | -------------------------------------- | -------------------------------------- | -------------------------------------- | -------------------------------------- | -------------------------------------- | -------------------------------------- | -------------------------------------- | -------------------------------------- | -------------------------------------- | -------------------------------------- | -------------------------------------- | -------------------------------------- | -------------------------------------- |
| Positie:                               | 25                                     | 6                                      | 3                                      | 3                                      | 3                                      | 3                                      | 3                                      | 3                                      | 4                                      | 5                                      | 8                                      | 7                                      | 10                                     | 10                                     | 11                                     | 12                                     |
| Week:                                  | 17                                     | 18                                     | 19                                     | 20                                     | 21                                     | 22                                     | 23                                     | 24                                     | 25                                     | 26                                     | 27                                     | 28                                     | 29                                     | 30                                     |                                        |                                        |
| Positie:                               | 16                                     | 18                                     | 22                                     | 24                                     | 29                                     | 37                                     | 40                                     | 43                                     | 56                                     | 59                                     | 83                                     | 84                                     | 90                                     | 95                                     | uit                                    |                                        |

### Vlaamse Ultratop 50
| Hitnotering: 07-05-2016 t/m 22-10-2016 | Hitnotering: 07-05-2016 t/m 22-10-2016 | Hitnotering: 07-05-2016 t/m 22-10-2016 | Hitnotering: 07-05-2016 t/m 22-10-2016 | Hitnotering: 07-05-2016 t/m 22-10-2016 | Hitnotering: 07-05-2016 t/m 22-10-2016 | Hitnotering: 07-05-2016 t/m 22-10-2016 | Hitnotering: 07-05-2016 t/m 22-10-2016 | Hitnotering: 07-05-2016 t/m 22-10-2016 | Hitnotering: 07-05-2016 t/m 22-10-2016 | Hitnotering: 07-05-2016 t/m 22-10-2016 | Hitnotering: 07-05-2016 t/m 22-10-2016 | Hitnotering: 07-05-2016 t/m 22-10-2016 | Hitnotering: 07-05-2016 t/m 22-10-2016 | Hitnotering: 07-05-2016 t/m 22-10-2016 | Hitnotering: 07-05-2016 t/m 22-10-2016 |
| Week:                                  | 1                                      | 2                                      | 3                                      | 4                                      | 5                                      | 6                                      | 7                                      | 8                                      | 9                                      | 10                                     | 11                                     | 12                                     | 13                                     | 14                                     | 15                                     |
| -------------------------------------- | -------------------------------------- | -------------------------------------- | -------------------------------------- | -------------------------------------- | -------------------------------------- | -------------------------------------- | -------------------------------------- | -------------------------------------- | -------------------------------------- | -------------------------------------- | -------------------------------------- | -------------------------------------- | -------------------------------------- | -------------------------------------- | -------------------------------------- |
| Positie:                               | 32                                     | 4                                      | 5                                      | 5                                      | 9                                      | 7                                      | 7                                      | 9                                      | 4                                      | 8                                      | 9                                      | 10                                     | 10                                     | 12                                     | 15                                     |
| Week:                                  | 16                                     | 17                                     | 18                                     | 19                                     | 20                                     | 21                                     | 22                                     |                                        |                                        |                                        |                                        |                                        |                                        |                                        |                                        |
| Positie:                               | 16                                     | 23                                     | 30                                     | 27                                     | 33                                     | 41                                     | 49                                     | uit                                    |                                        |                                        |                                        |                                        |                                        |                                        |                                        |